# 明治 (大理)
明治（997年—1005年）是大理國皇帝昭明帝段素英的第四個年號，共計9年。一作「明統」。
雲南文獻皆作明治年號為段素英第五個年號，僅李京《雲南志略》作第四個年號，但根據1978年9月大理崇聖寺千尋塔發現的刻銘銅片及2009年通海白塔心出土的《王永海墓碑》証實，明應年號在明治年號之後。明治應該是段素英第三個年號或第四個年號。
起訖年，張增祺謂明治年號起於997年，至少行用至四年，方詩銘、李家瑞、李崇智作空白，段玉明、王雲作997年－1009年，黃德榮作997年－1005年。

## 年號及改元出處
- 倪輅《南詔野史》：「太宗雍熙三年（986）立，改元廣明、明應、明聖等年號。」
- 胡蔚《增訂南詔野史》：「宋太祖乙酉雍熙二年（985）即位。明年（986），改元廣明，又改元明應、明聖、明統、明治。……真宗己酉大中祥符二年（1009），素英卒，在位二十四年。」
- 王崧《雲南備徵志》：「宋太宗雍熙三年（986）即位，改元廣明。宋真宗景德元年甲辰（1004），……次年（1005），改元明應、明聖、明德、明治。大中祥符二年（1009）薨，在位二十四年。」
- 諸葛元聲《滇史》：「段氏六世素英，宋太宗雍熙二年乙酉歲（985）立，改元廣明。……戊子（988），素英改元明應；己丑（989），改元明聖；壬辰（992），改明德；甲午（994），改明治。……素英在位二十四年卒。」
- 李京《雲南志略》：「子秉英立。改元廣明，又改曰明應、明聖、明治、明統。在位二十五年。」
- 楊慎《滇載記》：「素英以宋太祖雍熙二年（985）立，改元五，曰廣明、明應、明聖、明德、明治。」
- 馮蘇《滇考》：「素英在位二十四年，改元五，曰廣明、明應、明聖、明統、明治，真宗祥符二年（1009）卒。」
- 《白古通記淺述》：「雍熙二年（985）即位。」
- 大理崇聖寺千尋塔刻銘銅片：「明治四年庚子歲六月十三日。」

## 紀年對照表
| 明治 | 元年  | 二年  | 三年  | 四年   | 五年   | 六年   | 七年   | 八年   | 九年   |
| ---- | ----- | ----- | ----- | ------ | ------ | ------ | ------ | ------ | ------ |
| 公元 | 997年 | 998年 | 999年 | 1000年 | 1001年 | 1002年 | 1003年 | 1004年 | 1005年 |
| 干支 | 丁酉  | 戊戌  | 己亥  | 庚子   | 辛丑   | 壬寅   | 癸卯   | 甲辰   | 乙巳   |

## 同期存在的其他政權年號
- 中國
  - 至道（995年－997年）：北宋－宋太宗趙匡義之年號
  - 咸平（998年－1003年）：北宋－宋真宗趙恒之年號
  - 景德（1004年－1007年）：北宋－宋真宗趙恒之年號
  - 統和（983年－1012年）：契丹－遼聖宗耶律隆緒之年號
  - 天興（986年－999年）：于闐－尉遲僧伽羅摩之年號
  - 天壽（999年－1001年）：于闐－尉遲僧伽羅摩之年號
- 日本
  - 長德（995年－999年）：一條天皇之年號
  - 長保（999年－1004年）：一條天皇之年號
  - 寬弘（1004年－1013年）：一條天皇與三條天皇之年號
- 越南
  - 應天（994年－1007年）：前黎朝－黎桓、黎龍鉞、黎龍鋌之年號